# Mistrzostwa Ameryki Północnej, Środkowej i Karaibów w Piłce Siatkowej Mężczyzn 1977
V Mistrzostwa Ameryki Północnej w piłce siatkowej mężczyzn odbyły w 1977 roku w Dominikanie w miejscowości Santo Domingo. W mistrzostwach wystartowało 9 reprezentacji, co stanowi największą liczbę reprezentacji w rozgrywanych do tej pory mistrzostwach. Złoty medal po raz czwarty w historii zdobyła reprezentacja Kuby. W mistrzostwach zadebiutowała reprezentacja Wysp Dziewiczych Stanów Zjednoczonych.

## Klasyfikacja końcowa
| Miejsce | Reprezentacja                        |
| ------- | ------------------------------------ |
|         | Kuba                                 |
|         | Meksyk                               |
|         | Kanada                               |
| 4.      | Portoryko                            |
| 5.      | Stany Zjednoczone                    |
| 6.      | Haiti                                |
| 7.      | Dominikana                           |
| 8.      | Antyle Holenderskie                  |
| 9.      | Wyspy Dziewicze Stanów Zjednoczonych |